# Altes Hawaii
Altes Hawaii ist der Zeitraum der Geschichte der Inselkette Hawaii, welcher der Einigung des Königreichs Hawaiʻi durch Kamehameha I. im Jahr 1810 voranging. Nachdem es erstmals durch polynesische Langstrecken-Navigateure zwischen 300 und 800 n. Chr. besiedelt wurde, entwickelte sich auch ein kulturelles Leben. Vielfältige Agroforstwirtschaft und Aquakultur lieferten die Nährstoffe für die seinerzeitige hawaiische Küche. Zum Wohnungsbau wurden in den Tropen vorkommende Materialien verwendet und mit Lavafelsen kunstvolle Tempel errichtet, genannt Heiau.
Ein soziales System mit religiösen Führern und einer herrschenden Klasse organisierte eine geordnete und starke Bevölkerung. 1778 entdeckte Captain James Cook als erster bekannter Europäer das Alte Hawaii.

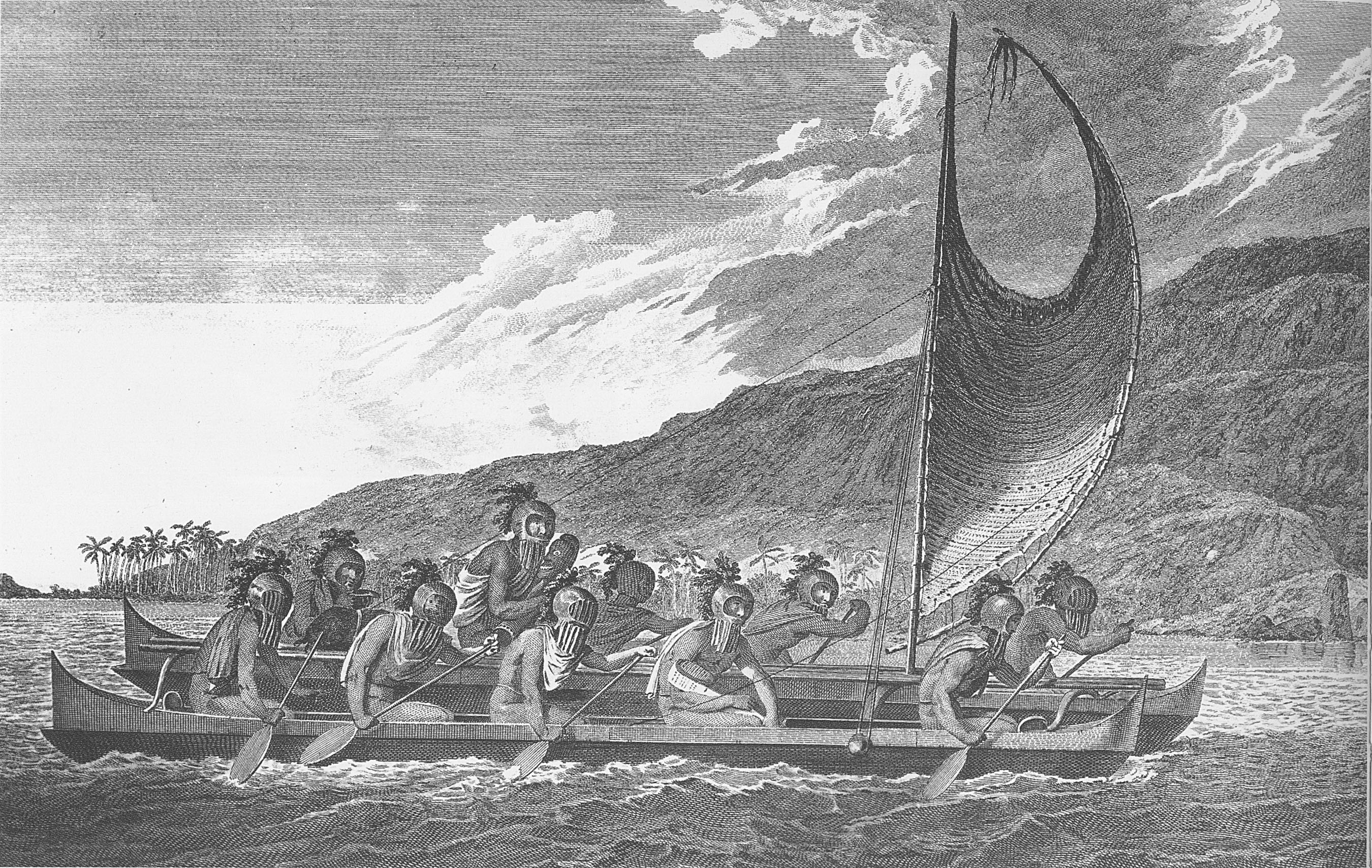
Priester reisen durch die Kealakekua Bay zu den ersten Kontaktritualen. Jede Maske besteht aus einer Kürbisflasche, die mit Laubwerk und Tapa-Streifen geschmückt ist.